# Kavak Yelleri
Kavak Yelleri (deutsch - wörtlich: Pappelwinde bzw. Der Wind, der durch die Pappeln weht; begrifflich: Luftschloss) ist eine türkische Fernseh-Drama-Jugendserie. Die Serie ist eine Adaption der US-amerikanischen Fernsehserie Dawson’s Creek von Kevin Williamson, die von 2007 bis 2011 produziert wurde. Die erste Folge dieser Jugendserie wurde am 31. Mai 2007 vom türkischen Sender Kanal D ausgestrahlt, die letzte Folge wurde am  30. August 2011 ausgestrahlt. Produziert wurde sie von Tims Productions unter der Leitung des Produzenten Timur Savcı.

## Handlung
In der Serie geht es um die Jugendlichen Efe, Asli, Deniz und Mine, die in der türkischen Kleinstadt Urla leben. Diese erleben alltägliches für deren Alter: Trennung der Familie, mit der man aufgewachsen ist, den eigenen Weg in das Leben finden, trotz finanzieller Nöte studieren zu wollen und dort dann den Prüfungsstress bewältigen zu müssen.

## 1. Staffel

### Besetzung
| Schauspieler         | Rolle                 | Info                                  | Episode             |
| -------------------- | --------------------- | ------------------------------------- | ------------------- |
| Pelin Karahan        | Aslı Zeybek           |                                       | Alle                |
| Dağhan Külegeç       | Efe Kaygısız          |                                       | Alle                |
| Aslı Enver           | Mine Seven - Ergun    |                                       | Alle                |
| İbrahim Kendirci     | Deniz Akça            |                                       | Alle                |
| Ceren Moray          | Su (Sultan)           |                                       | 19 – 55             |
| Cemil Büyükdöğerli   | Atakan                |                                       | 52 – 55             |
| Nurcan Eren          | Hafize Zeybek         | Aslıs Mutter                          | Alle                |
| Altan Gördüm         | Kamil Zeybek          | Aslıs Vater                           | 1 – 6 und 31 – 55   |
| Münire Apaydın       | Canan Zeybek          | Aslıs Schwester                       | Alle                |
| Ferit Aktuğ          | Metin Kaygısız        | Efes Bruder                           | Alle                |
| Şebnem Doğruer       | Şükran Kaygısız       | Efes Mutter                           | Alle                |
| Tayfun Sav           | Salih Kaygısız        | Efes Vater                            | Alle                |
| Erol Aksoy           | Osman Seven           | Mines Großvater                       | Alle                |
| Ayten Uncuoğlu       | Ayşe Seven            | Mines Großmutter                      | Alle                |
| Ege Aydan            | Murat Akça            | Deniz' Vater                          | Alle                |
| Gülen Karaman        | Leman Akça            | Deniz' Mutter                         | Alle                |
| Didem İnselel        | Gönül Kara - Kaygısız | Lehrer, Metins Frau                   | Alle                |
| Yılmaz Gruda         | Haşmet                | Ayşes Bruder                          | 15 – 55             |
| Nursel Köse          | Nur Seven             | Mines Mutter                          | 36 – 37 und 52 – 54 |
| Levent Özdilek       | Cem Ergun             | Mines Vater                           | 41 – 55             |
| Işıl Dayıoğlı        | Betül Ergun           | Mines Stiefmutter                     | 46 – 55             |
| Füsun Öztoprak       | Sevgi Kara            | Gönüls Mutter                         | 12 – 14             |
| Betül Arım           | Sevgi Kara            | Gönüls Mutter                         | 16 – 55             |
| Mehmet Yer           | Yılmaz Kara           | Gönüls Vater                          | 12 – 55             |
| Suat Usta            | Bilal                 | Canans Freund                         | 16 – 55             |
| İbrahim Raci Öksüz   | Şiyar                 | Schuldirektor                         | 2 – 9               |
| Ümit Olcay           | Mert                  | Mines Freund, der in Deutschland lebt | 11 – 15             |
| Gökhan Kıraç         | Alp Öner              | Schulfreund                           | 2 – 13              |
| Cihan Yenici         | Koray                 | Schulfreund                           | 2 – 15              |
| Kerem Atabeyoğlu     | Altan                 | Korays Vater                          | 7 – 8 und 10        |
| Mehmet Özcan Varaylı | Haydar                |                                       | 1 – 6               |
| Selin Şekerci        | Feyza                 | Schulfreund                           | 6 – 7               |
| Cem Gürleyen         | Halil                 | Efes Freund, ein Straßenhändler       | 16 – 17             |
| Adnan Önal           | Sermet                |                                       | 48 – 49             |
| Hasan Önürdeş        | Kerem                 | Aslıs Lehrer                          | 19 – 36             |
|                      | Cem                   |                                       | 19 – 26             |
| Devrim Atmaca        | Gülseren              | Haşmets geliebte Frau                 | 16 – 27 und 35      |
| Ceylan Dizdar        | Aylin                 | Efes Nachbar                          | 37 – 39             |
| Ahmet Bozalı         | Yalçın                | Autowaschanlagechef                   | 27 – 31, 38 – 39    |
| Yiğit Evgar          | Umut                  | Aslıs Freund                          | 45 – 52             |
| Pınar Göktaş         | Elif                  | Umuts Kollegin                        | 48, 50 – 51 und 54  |
| Ahu Yağtu            | Duygu                 | Efes Liebhaberin                      | 39 – 48             |
| Tuğçe Kıltaç         | Selin                 | Duygus Freundin                       | 44 – 49             |
| Hüseyin Özay         | Alp Bey               | Selins Boss                           | 47 – 50, 52 – 53    |
| Banu Çiçek           | Sinem                 | Metins Arbeitskollegin                | 16 – 17             |
| Serhat Yiğit         | Ayhan                 | Mines Stalker                         | 28 – 29             |
| Onur Büyüktopçu      | Hakan                 | Sus Freund                            | 24                  |
| Feyza Civelek        | Naz                   | Deniz' Cousine                        | 37                  |
| Binnur Kaya          | Konuk                 |                                       | 41                  |
| Özgür Çevik          | Konuk                 |                                       | 38 – 39             |
| Burçin Orhon         | Konuk                 |                                       | 51                  |

### Episoden
Regie führt Kerem Çakıroğlu. Die ersten 14 Folgen wurden in Izmir, Urla gedreht. Ab der 15. Folge wurden sie in Istanbul gedreht. Drehbuchautor für die ersten 35 Folgen war Yiğit Güralp, ab der 36. Folge wurden die Drehbücher von Gökhan Horzum, Ekin Atalar und Yılmaz Şahin geschrieben. 
| Episode | Erstausstrahlung   | Titel                            |
| ------- | ------------------ | -------------------------------- |
| 1       | 31. Mai 2007       | Pilot                            |
| 2       | 7. Juni 2007       | Aşkıma                           |
| 3       | 14. Juni 2007      | Badem Ağacı                      |
| 4       | 21. Juni 2007      | 1 Yanlış 3 Doğru                 |
| 5       | 28. Juni 2007      | Kız Kaçıran                      |
| 6       | 5. Juli 2007       | Hipotenüs                        |
| 7       | 12. Juli 2007      | Altıncı His                      |
| 8       | 19. Juli 2007      | Öpsem Sarılsam Sevsem (ÖSS)      |
| 9       | 26. Juli 2007      | Kuzuların Sessizliği             |
| 10      | 2. August 2007     | Köşeli Jeton                     |
| 11      | 9. August 2007     | Olmasa Mektubun                  |
| 12      | 16. August 2007    | Kürkçü Dükkanı                   |
| 13      | 23. August 2007    | Havuz problemi                   |
| 14      | 6. September 2007  | Son Sardunyalar                  |
| 15      | 13. September 2007 | 35 Eksi 1                        |
| 16      | 20. September 2007 | Eski Dostlar                     |
| 17      | 27. September 2007 | Filmin Devamı                    |
| 18      | 4. Oktober 2007    | Pembe Yalanlar                   |
| 19      | 11. Oktober 2007   | 3. Tekil Şahıs                   |
| 20      | 18. Oktober 2007   | 2. İlk Öpücük                    |
| 21      | 25. Oktober 2007   | Aşk Doktoru                      |
| 22      | 1. November 2007   | Süper kahramanlar                |
| 23      | 8. November 2007   | Gizli Gizli                      |
| 24      | 15. November 2007  | Açık Açık                        |
| 25      | 22. November 2007  | Aramıza Hoşgeldin                |
| 26      | 29. November 2007  | Doğru Cevap                      |
| 27      | 6. Dezember 2007   | Hepimiz Birimiz İçin             |
| 28      | 13. Dezember 2007  | Birimiz Hepimiz İçin             |
| 29      | 27. Dezember 2007  | CSI Urla                         |
| 30      | 3. Januar 2008     | Dert ve Deva                     |
| 31      | 10. Januar 2008    | Zeynep Kamil                     |
| 32      | 17. Januar 2008    | Elveda Don Kişot                 |
| 33      | 24. Januar 2008    | Gerçek Yalanlar                  |
| 34      | 31. Januar 2008    | Kutu Kutu Pense                  |
| 35      | 7. Februar 2008    | Yol Ayrımı                       |
| 36      | 14. Februar 2008   | Kavak Yelleri                    |
| 37      | 21. Februar 2008   | Yeni Bir Hayat                   |
| 38      | 28. Februar 2008   | Gerçek Aşk                       |
| 39      | 6. März 2008       | Bir Daha Aşık Olamam             |
| 40      | 13. März 2008      | 3, 2, 1, Kayıt                   |
| 41      | 20. März 2008      | Bir Anda                         |
| 42      | 27. März 2008      | Hiçbir Şey Eskisi Gibi Olmayacak |
| 43      | 3. April 2008      | Aşk Herşeyi Affeder Mi ?         |
| 44      | 10. April 2008     | Hatalar Bedeller                 |
| 45      | 17. April 2008     | Yeni Bir Umut                    |
| 46      | 24. April 2008     | Yolun Açık Olsun                 |
| 47      | 1. Mai 2008        | Gidenler Kalanlar                |
| 48      | 8. Mai 2008        | Hayat Devam Ediyor               |
| 49      | 15. Mai 2008       | Kimse Beni Anlamıyor             |
| 50      | 22. Mai 2008       | Tanıştırayım, Eşim               |
| 51      | 29. Mai 2008       | Benimle Dans Eder Misin          |
| 52      | 5. Juni 2008       | İçinden Geleni Söyle             |
| 53      | 12. Juni 2008      | Sevgili Günlük Biraderim         |
| 54      | 19. Juni 2008      | Yalnızlar Rıhtımı                |
| 55      | 26. Juni 2008      | Dönüş                            |

## 2. Staffel

### Episoden
| Episode | Erstausstrahlung   | Titel                           |
| ------- | ------------------ | ------------------------------- |
| 56      | 6. September 2008  | İskele                          |
| 57      | 13. September 2008 | Dönme Dolap                     |
| 58      | 20. September 2008 | Ve Perde                        |
| 59      | 4. Oktober 2008    | Deniz Tükendi                   |
| 60      | 11. Oktober 2008   | Yollarımız Burada Ayrılıyor     |
| 61      | 18. Oktober 2008   | Eski Şehir Yeni Hayat           |
| 62      | 25. Oktober 2008   | Yağmurdan Kaçarken              |
| 63      | 1. November 2008   | Bana Doğruyu Söyle              |
| 64      | 8. November 2008   | Sürpriz                         |
| 65      | 15. November 2008  | İyi Günde, Kötü Günde           |
| 66      | 22. November 2008  | Davetsiz Misafir                |
| 67      | 29. November 2008  | Bir Avuç Kemik İçin             |
| 68      | 13. Dezember 2008  | Kapana Kısılmak                 |
| 69      | 20. Dezember 2008  | Yolun Sonu                      |
| 70      | 27. Dezember 2008  | Araf                            |
| 71      | 10. Januar 2009    | Yeni Bir Yıl                    |
| 72      | 24. Januar 2009    | Teklif                          |
| 73      | 7. Februar 2009    | Resimdeki Kız                   |
| 74      | 21. Februar 2009   | Geldim, Gördüm, Yendim          |
| 75      | 7. März 2009       | Belayla Flört                   |
| 76      | 21. März 2009      | Var Mısın İddiaya ?             |
| 77      | 28. März 2009      | Tuzak                           |
| 78      | 4. April 2009      | Sen Benim Kahramanımdın         |
| 79      | 18. April 2009     | Bunu Bana Yapma !               |
| 80      | 25. April 2009     | Sonun Başlangıcı                |
| 81      | 2. Mai 2009        | Uçuruma Giden Yol               |
| 82      | 9. Mai 2009        | Dünden Sonra Yarından Önce      |
| 83      | 23. Mai 2009       | Lavinia                         |
| 84      | 30. Mai 2009       | Gülüm...Gözümün Nuru...Aşkım... |